# Tour d'Allemagne 2008
Le Tour d'Allemagne 2008 est la 32e édition de cette course cycliste par étapes, inscrite au calendrier de l'UCI ProTour 2008. Elle s'est déroulée du 29 août au 6 septembre 2008. L'Allemand Linus Gerdemann (Team Columbia) s'est imposé, devant son coéquipier Thomas Lövkvist et Janez Brajkovič. Lövkvist a terminé en tête les classements par points et du meilleur jeune, et l'équipe Columbia a remporté quatre des huit étapes.

## Présentation

### Équipes
Vingt équipes sont au départ : dix-huit UCI ProTeams et deux équipes continentales professionnelles.
| ProTeams (18)- AG2R-La Mondiale - Astana - Bouygues Telecom - Caisse d'Épargne - Cofidis-Le Crédit par Téléphone - Columbia - Crédit agricole - CSC Saxo Bank - Euskaltel-Euskadi - Gerolsteiner - La Française des jeux - Lampre - Liquigas - Team Milram - Quick Step - Rabobank - Scott-American Beef - Silence-Lotto Équipes continentales professionnelles (2)- Skil-Shimano - Volksbank |
| |

## Étapes
| Étape     | Date    | Villes étapes             | type                        | Distance (km) | Vainqueur d'étape    | Leader du classement général |
| --------- | ------- | ------------------------- | --------------------------- | ------------- | -------------------- | ---------------------------- |
| Prologue  | 29 août | Kitzbühel – Kitzbühel     | contre-la-montre individuel | 3,6           | Brett Lancaster      | Brett Lancaster              |
| 1re étape | 30 août | Kitzbühel – Fügenberg     |                             | 178           | Linus Gerdemann      | Linus Gerdemann              |
| 2e étape  | 31 août | Munich – Hesselberg       |                             | 182,6         | David de la Fuente   | Linus Gerdemann              |
| 3e étape  | 1 sept. | Herrieden – Wiesloch      |                             | 214,9         | Leonardo Bertagnolli | Linus Gerdemann              |
| 4e étape  | 2 sept. | Wiesloch – Mayence        |                             | 174           | André Greipel        | Linus Gerdemann              |
| 5e étape  | 3 sept. | Mayence – Winterberg      |                             | 218,4         | Gerald Ciolek        | Linus Gerdemann              |
| 6e étape  | 4 sept. | Schmallenberg – Neuss     |                             | 188,8         | Jussi Veikkanen      | Linus Gerdemann              |
| 7e étape  | 5 sept. | Neuss – Georgsmarienhütte |                             | 214,3         | Stéphane Augé        | Linus Gerdemann              |
| 8e étape  | 6 sept. | Brême – Brême             | contre-la-montre individuel | 34            | Tony Martin          | Linus Gerdemann              |

## Déroulement de la course

### Prologue
Le prologue s'est déroulé le vendredi 29 août 2008 sur un circuit de 3,6 kilomètres dans Kitzbühel.
Le prologue s'est élancé de Kitzbühel et a emmené les cyclistes dans la vieille ville. C'est l'Australien de la Team Milram Brett Lancaster qui s'est imposé devant Gustav Larsson et Gerald Ciolek. Lancaster apporte ainsi la première victoire sur le ProTour 2008, pour son équipe.
À noter la présence de quatre allemands dans les 10 premiers, ainsi que celle de William Bonnet. Pour finir, deux coureurs de premier plan ont loupé lors prologue, il s'agit de Denis Menchov et Thor Hushovd, respectivement 146e à 27 s et dernier à 33 s.
| \| Classement de l'étape \| Classement de l'étape \| Classement de l'étape \| Classement de l'étape \| Classement de l'étape \| \| Coureur \| Coureur \| Pays \| Équipe \| Temps \| \| --------------------- \| --------------------- \| --------------------- \| ------------------------------- \| --------------------- \| \| 1er \| Brett Lancaster \| Australie \| Team Milram \| 3 min 59 s \| \| 2e \| Gustav Larsson \| Suède \| CSC Saxo Bank \| + 0 s \| \| 3e \| Gerald Ciolek \| Allemagne \| Columbia \| + 2 s \| \| 4e \| Markus Fothen \| Allemagne \| Gerolsteiner \| + 3 s \| \| 5e \| Mark Renshaw \| Australie \| Crédit Agricole \| + 4 s \| \| 6e \| William Bonnet \| France \| Crédit Agricole \| + 4 s \| \| 7e \| Linus Gerdemann \| Allemagne \| Columbia \| + 4 s \| \| 8e \| Björn Schröder \| Allemagne \| Team Milram \| + 4 s \| \| 9e \| Grégory Rast \| Suisse \| Astana \| + 4 s \| \| 10e \| Maxime Monfort \| Belgique \| Cofidis-Le Crédit par Téléphone \| + 5 s \| |                 |           |                                 |            |
| |                 |           |                                 |            |
| |                 |           |                                 |            |
| Classement de l'étape |                 |           |                                 |            |
| Coureur | Coureur         | Pays      | Équipe                          | Temps      |
| 1er | Brett Lancaster | Australie | Team Milram                     | 3 min 59 s |
| 2e | Gustav Larsson  | Suède     | CSC Saxo Bank                   | + 0 s      |
| 3e | Gerald Ciolek   | Allemagne | Columbia                        | + 2 s      |
| 4e | Markus Fothen   | Allemagne | Gerolsteiner                    | + 3 s      |
| 5e | Mark Renshaw    | Australie | Crédit Agricole                 | + 4 s      |
| 6e | William Bonnet  | France    | Crédit Agricole                 | + 4 s      |
| 7e | Linus Gerdemann | Allemagne | Columbia                        | + 4 s      |
| 8e | Björn Schröder  | Allemagne | Team Milram                     | + 4 s      |
| 9e | Grégory Rast    | Suisse    | Astana                          | + 4 s      |
| 10e | Maxime Monfort  | Belgique  | Cofidis-Le Crédit par Téléphone | + 5 s      |

| \| Classement général \| Classement général \| Classement général \| Classement général \| Classement général \| \| Coureur \| Coureur \| Pays \| Équipe \| Temps \| \| ------------------ \| ------------------ \| ------------------ \| ------------------------------- \| ------------------ \| \| 1er \| Brett Lancaster \| Australie \| Team Milram \| 3 min 59 s \| \| 2e \| Gustav Larsson \| Suède \| CSC Saxo Bank \| + 0 s \| \| 3e \| Gerald Ciolek \| Allemagne \| Columbia \| + 2 s \| \| 4e \| Markus Fothen \| Allemagne \| Gerolsteiner \| + 3 s \| \| 5e \| Mark Renshaw \| Australie \| Crédit Agricole \| + 4 s \| \| 6e \| William Bonnet \| France \| Crédit Agricole \| + 4 s \| \| 7e \| Linus Gerdemann \| Allemagne \| Columbia \| + 4 s \| \| 8e \| Björn Schröder \| Allemagne \| Team Milram \| + 4 s \| \| 9e \| Grégory Rast \| Suisse \| Astana \| + 4 s \| \| 10e \| Maxime Monfort \| Belgique \| Cofidis-Le Crédit par Téléphone \| + 5 s \| |                 |           |                                 |            |
| |                 |           |                                 |            |
| |                 |           |                                 |            |
| Classement général |                 |           |                                 |            |
| Coureur | Coureur         | Pays      | Équipe                          | Temps      |
| 1er | Brett Lancaster | Australie | Team Milram                     | 3 min 59 s |
| 2e | Gustav Larsson  | Suède     | CSC Saxo Bank                   | + 0 s      |
| 3e | Gerald Ciolek   | Allemagne | Columbia                        | + 2 s      |
| 4e | Markus Fothen   | Allemagne | Gerolsteiner                    | + 3 s      |
| 5e | Mark Renshaw    | Australie | Crédit Agricole                 | + 4 s      |
| 6e | William Bonnet  | France    | Crédit Agricole                 | + 4 s      |
| 7e | Linus Gerdemann | Allemagne | Columbia                        | + 4 s      |
| 8e | Björn Schröder  | Allemagne | Team Milram                     | + 4 s      |
| 9e | Grégory Rast    | Suisse    | Astana                          | + 4 s      |
| 10e | Maxime Monfort  | Belgique  | Cofidis-Le Crédit par Téléphone | + 5 s      |

### 1reétape
La première étape s'est déroulée le samedi 30 août 2008 sur 176 kilomètres entre Kitzbühel et Hochfügen im Zillertal. Elle a vu la victoire de l'Allemand Linus Gerdemann (Team Columbia), qui s'est emparé à cette occasion du maillot jaune.
Cette première étape se déroule, comme le prologue disputé la veille, sur les routes autrichiennes. Il s'agit de l'étape la plus difficile, la seule comprenant des côtes de première catégorie. Le départ est donné à Kitzbühel. La première difficulté est le Pass Thurn. Ce col classé en deuxième catégorie se situe à 1 278 m au 77e km, et marque le passage du Tyrol au land de Salzbourg. Le peloton revient ensuite dans le Tyrol par le Gerlospass (1re cat.), qui les emmène à 1 621 m d'altitude au 121e km. La ligne d'arrivée se situe au sommet de la dernière difficulté, dans la station de ski de Hochfügen-Hochzillertal à 1 463 m d'altitude, après 178 km de course.
L'étape reine de ce Tour d'Allemagne attisait les convoitises et devait permettre de creuser des écarts. Une échappée se détache rapidement, emmenée par Daniel Musiol (Volksbank). Il est rattrapé par trois autres coureurs, Kasper Klostergaard (CSC), Dominik Roels (Milram) et Jérémy Roy (Française des Jeux). Les fuyards comptent jusqu'à 8 minutes d'avance.
Plusieurs coureurs ont dû abandonner en cours de route. C'est le cas du maillot jaune Brett Lancaster en raison de problèmes intestinaux, et de Denis Menchov qui était trop fatigué pour continuer.
Roels voyant l'écart diminué décide de partir seul mais est repris par le groupe principal au début de l'ascension finale. Cette ascension voit le peloton se rétrécir pour ne former plus qu'un groupe de 3 coureurs : Linus Gerdemann et Thomas Lövkvist de la Columbia et Pietro Caucchioli du Crédit Agricole.
Finalement, Gerdemann porte une attaque décisive et s'impose devant son coéquipier Lövkvist, avec 16 secondes d'avance. Il s'empare du maillot jaune de leader du classement général.
Certains favoris terminent avec un retard important. C'est le cas de Jens Voigt de la CSC, qui a remporté la course les deux dernières années et termina à 8 minutes et 48 secondes, et de Bernhard Kohl de la Gerolsteiner, à 9 minutes et 18 secondes.
| \| Classement de l'étape \| Classement de l'étape \| Classement de l'étape \| Classement de l'étape \| Classement de l'étape \| \| Coureur \| Coureur \| Pays \| Équipe \| Temps \| \| --------------------- \| --------------------- \| --------------------- \| --------------------- \| --------------------- \| \| 1er \| Linus Gerdemann \| Allemagne \| Columbia \| 4 h 42 min 54 s \| \| 2e \| Thomas Lövkvist \| Suède \| Columbia \| + 16 s \| \| 3e \| Janez Brajkovič \| Slovénie \| Astana \| + 16 s \| \| 4e \| Pietro Caucchioli \| Italie \| Crédit Agricole \| + 50 s \| \| 5e \| José Rujano \| Venezuela \| Caisse d'Épargne \| + 50 s \| \| 6e \| Bauke Mollema \| Pays-Bas \| Rabobank \| + 50 s \| \| 7e \| Eros Capecchi \| Italie \| Scott-American Beef \| + 1 min 13 s \| \| 8e \| Johann Tschopp \| Suisse \| Bouygues Telecom \| + 1 min 13 s \| \| 9e \| Andrea Noè \| Italie \| Liquigas \| + 1 min 13 s \| \| 10e \| Daniel Navarro \| Espagne \| Astana \| + 1 min 13 s \| |                   |           |                     |                 |
| |                   |           |                     |                 |
| |                   |           |                     |                 |
| Classement de l'étape |                   |           |                     |                 |
| Coureur | Coureur           | Pays      | Équipe              | Temps           |
| 1er | Linus Gerdemann   | Allemagne | Columbia            | 4 h 42 min 54 s |
| 2e | Thomas Lövkvist   | Suède     | Columbia            | + 16 s          |
| 3e | Janez Brajkovič   | Slovénie  | Astana              | + 16 s          |
| 4e | Pietro Caucchioli | Italie    | Crédit Agricole     | + 50 s          |
| 5e | José Rujano       | Venezuela | Caisse d'Épargne    | + 50 s          |
| 6e | Bauke Mollema     | Pays-Bas  | Rabobank            | + 50 s          |
| 7e | Eros Capecchi     | Italie    | Scott-American Beef | + 1 min 13 s    |
| 8e | Johann Tschopp    | Suisse    | Bouygues Telecom    | + 1 min 13 s    |
| 9e | Andrea Noè        | Italie    | Liquigas            | + 1 min 13 s    |
| 10e | Daniel Navarro    | Espagne   | Astana              | + 1 min 13 s    |

| \| Classement général \| Classement général \| Classement général \| Classement général \| Classement général \| \| Coureur \| Coureur \| Pays \| Équipe \| Temps \| \| ------------------ \| ------------------ \| ------------------ \| ------------------- \| ------------------ \| \| 1er \| Linus Gerdemann \| Allemagne \| Columbia \| 4 h 46 min 57 s \| \| 2e \| Thomas Lövkvist \| Suède \| Columbia \| + 17 s \| \| 3e \| Janez Brajkovič \| Slovénie \| Astana \| + 20 s \| \| 4e \| Pietro Caucchioli \| Italie \| Crédit Agricole \| + 58 s \| \| 5e \| Bauke Mollema \| Pays-Bas \| Rabobank \| + 1 min 01 s \| \| 6e \| José Rujano \| Venezuela \| Caisse d'Épargne \| + 1 min 05 s \| \| 7e \| Daniel Navarro \| Espagne \| Astana \| + 1 min 21 s \| \| 8e \| Eros Capecchi \| Italie \| Scott-American Beef \| + 1 min 23 s \| \| 9e \| Andrea Noè \| Italie \| Liquigas \| + 1 min 23 s \| \| 10e \| Johann Tschopp \| Suisse \| Bouygues Telecom \| + 1 min 27 s \| |                   |           |                     |                 |
| |                   |           |                     |                 |
| |                   |           |                     |                 |
| Classement général |                   |           |                     |                 |
| Coureur | Coureur           | Pays      | Équipe              | Temps           |
| 1er | Linus Gerdemann   | Allemagne | Columbia            | 4 h 46 min 57 s |
| 2e | Thomas Lövkvist   | Suède     | Columbia            | + 17 s          |
| 3e | Janez Brajkovič   | Slovénie  | Astana              | + 20 s          |
| 4e | Pietro Caucchioli | Italie    | Crédit Agricole     | + 58 s          |
| 5e | Bauke Mollema     | Pays-Bas  | Rabobank            | + 1 min 01 s    |
| 6e | José Rujano       | Venezuela | Caisse d'Épargne    | + 1 min 05 s    |
| 7e | Daniel Navarro    | Espagne   | Astana              | + 1 min 21 s    |
| 8e | Eros Capecchi     | Italie    | Scott-American Beef | + 1 min 23 s    |
| 9e | Andrea Noè        | Italie    | Liquigas            | + 1 min 23 s    |
| 10e | Johann Tschopp    | Suisse    | Bouygues Telecom    | + 1 min 27 s    |

### 2eétape
La deuxième étape s'est déroulée le dimanche 31 août 2008 entre Munich et Hesselberg. Elle a été remportée par l'Espagnol David de la Fuente à l'issue d'un final en côte. Linus Gerdemann reste leader du classement général.
La deuxième étape de ce Tour d'Allemagne est disputée en Bavière. Elle part de sa capitale, Munich, et arrive sur le Hesselberg, point culminant du Jura franconien. Le parcours de 182,6 km est plat, à l'exception des 3300 derniers mètres. La côte finale, classée en 3e catégorie, part de Gerolfingen, à 434 m d'altitude et conduit les coureurs jusqu'à la ligne d'arrivée, 595 m.
À mi-parcours de la course, un quatuor réussit à s'échapper : il s'agit de Bernhard Kohl (Gerolstener), Kasper Klostergaard (CSC), Yoann Le Boulanger (Fraincaise des Jeux) et Markel Irizar (Euskaltel). Leur avance n'atteint pas les trois minutes, mais ils restent en tête jusqu'à cinq kilomètres de l'arrivée, après le peloton, pris en main par l'équipe Columbia et aidée par Astana et Milram, a décidé de cesser de jouer avec l'échappée.
Johan Vansummeren (Silence-Lotto) est le premier à attaquer dans le final en côte. Il ne reste pas longtemps devant dans cette montée qui semble être plus raide et plus difficile que prévu.
Christophe Le Mével (Crédit Agricole) et Rigoberto Urán (Caisse d'Epargne) attaquent sans plus de réussite. Uran maintient une faible avance jusqu'aux derniers hectomètres. Le dernier kilomètre très raide permet à David de la Fuente d'attaquer et de remporter sa première victoire de la saison. L'Espagnol s'impose par deux secondes d'avance sur un groupe de cinq coureurs, dont les quatre premiers coureurs du général,.
La tête du classement général ne subit par conséquent pas de modification, et les leaders des classements annexes restent les mêmes.
| \| Classement de l'étape \| Classement de l'étape \| Classement de l'étape \| Classement de l'étape \| Classement de l'étape \| \| Coureur \| Coureur \| Pays \| Équipe \| Temps \| \| --------------------- \| --------------------- \| --------------------- \| --------------------- \| --------------------- \| \| 1er \| David de la Fuente \| Espagne \| Scott-American Beef \| 3 h 48 min 38 s \| \| 2e \| Pietro Caucchioli \| Italie \| Crédit Agricole \| + 2 s \| \| 3e \| Thomas Lövkvist \| Suède \| Columbia \| + 2 s \| \| 4e \| Janez Brajkovič \| Slovénie \| Astana \| + 2 s \| \| 5e \| Linus Gerdemann \| Allemagne \| Columbia \| + 2 s \| \| 6e \| Bauke Mollema \| Pays-Bas \| Rabobank \| + 2 s \| \| 7e \| Daniel Navarro \| Espagne \| Astana \| + 8 s \| \| 8e \| Paul Martens \| Allemagne \| Rabobank \| + 10 s \| \| 9e \| Eros Capecchi \| Italie \| Scott-American Beef \| + 10 s \| \| 10e \| Giovanni Visconti \| Italie \| Quick Step \| + 10 s \| |                    |           |                     |                 |
| |                    |           |                     |                 |
| |                    |           |                     |                 |
| Classement de l'étape |                    |           |                     |                 |
| Coureur | Coureur            | Pays      | Équipe              | Temps           |
| 1er | David de la Fuente | Espagne   | Scott-American Beef | 3 h 48 min 38 s |
| 2e | Pietro Caucchioli  | Italie    | Crédit Agricole     | + 2 s           |
| 3e | Thomas Lövkvist    | Suède     | Columbia            | + 2 s           |
| 4e | Janez Brajkovič    | Slovénie  | Astana              | + 2 s           |
| 5e | Linus Gerdemann    | Allemagne | Columbia            | + 2 s           |
| 6e | Bauke Mollema      | Pays-Bas  | Rabobank            | + 2 s           |
| 7e | Daniel Navarro     | Espagne   | Astana              | + 8 s           |
| 8e | Paul Martens       | Allemagne | Rabobank            | + 10 s          |
| 9e | Eros Capecchi      | Italie    | Scott-American Beef | + 10 s          |
| 10e | Giovanni Visconti  | Italie    | Quick Step          | + 10 s          |

| \| Classement général \| Classement général \| Classement général \| Classement général \| Classement général \| \| Coureur \| Coureur \| Pays \| Équipe \| Temps \| \| ------------------ \| ------------------ \| ------------------ \| ------------------- \| ------------------ \| \| 1er \| Linus Gerdemann \| Allemagne \| Columbia \| 8 h 35 min 37 s \| \| 2e \| Thomas Lövkvist \| Suède \| Columbia \| + 17 s \| \| 3e \| Janez Brajkovič \| Slovénie \| Astana \| + 20 s \| \| 4e \| Pietro Caucchioli \| Italie \| Crédit Agricole \| + 58 s \| \| 5e \| Bauke Mollema \| Pays-Bas \| Rabobank \| + 1 min 01 s \| \| 6e \| José Rujano \| Venezuela \| Caisse d'Épargne \| + 1 min 13 s \| \| 7e \| Daniel Navarro \| Espagne \| Astana \| + 1 min 27 s \| \| 8e \| Eros Capecchi \| Italie \| Scott-American Beef \| + 1 min 31 s \| \| 9e \| Andrea Noè \| Italie \| Liquigas \| + 1 min 31 s \| \| 10e \| Johann Tschopp \| Suisse \| Bouygues Telecom \| + 1 min 54 s \| |                   |           |                     |                 |
| |                   |           |                     |                 |
| |                   |           |                     |                 |
| Classement général |                   |           |                     |                 |
| Coureur | Coureur           | Pays      | Équipe              | Temps           |
| 1er | Linus Gerdemann   | Allemagne | Columbia            | 8 h 35 min 37 s |
| 2e | Thomas Lövkvist   | Suède     | Columbia            | + 17 s          |
| 3e | Janez Brajkovič   | Slovénie  | Astana              | + 20 s          |
| 4e | Pietro Caucchioli | Italie    | Crédit Agricole     | + 58 s          |
| 5e | Bauke Mollema     | Pays-Bas  | Rabobank            | + 1 min 01 s    |
| 6e | José Rujano       | Venezuela | Caisse d'Épargne    | + 1 min 13 s    |
| 7e | Daniel Navarro    | Espagne   | Astana              | + 1 min 27 s    |
| 8e | Eros Capecchi     | Italie    | Scott-American Beef | + 1 min 31 s    |
| 9e | Andrea Noè        | Italie    | Liquigas            | + 1 min 31 s    |
| 10e | Johann Tschopp    | Suisse    | Bouygues Telecom    | + 1 min 54 s    |

### 3eétape
La troisième étape s'est déroulée le lundi 1er septembre 2008 entre Herrieden  et Wiesloch. Elle a été remportée par l'Italien Leonardo Bertagnolli (Liquigas). Il sera déclassé pour dopage en 2012.
Cette troisième étape est la deuxième plus longue du Tour d'Allemagne 2008, avec 214,9 km. Elle relie Herrieden, dans l'est de la Bavière, à Wiesloch, au nord du land de Bade-Wurtemberg. Deux côtes sont référencées pour le classement de la montagne. La première à Laßbach est classée en 3e catégorie. La seconde est l'ascension du Königstuhl (2e cat.), dont le sommet culmine à 530 m à 23 kilomètres de l'arrivée.
L'Allemand Christian Knees (Team Milram) s'échappe après dix kilomètres de courses et est rejoint par son compatriote et futur coéquipier Johannes Fröhlinger (Gerolsteiner). Leur avance atteint 7 minutes et 40 secondes, jusqu'à ce que l'équipe Team Columbia du maillot jaune Linus Gerdemann n'accélère en tête du peloton. De nombreux coureurs sont lâchés dans l'ascension du Königstuhl. Les deux échappés sont rattrapés peu avant le sommet.
Dans la descente, Daniel Navarro (Astana) attaque, suivi de Leonardo Bertagnolli (Liquigas) et Jussi Veikkanen (La Française des jeux). Ce dernier est victime d'une crevaison et est repris par les poursuivants. Navarro et Bertagnolli conserve une faible avance dans le dernier kilomètre. Navarro, à bout de force est rattrapé. Bertagnolli, qui a lancé le sprint, résiste et passe la ligne d'arrivée suivi de près par Rigoberto Urán et Thomas Lövkvist.
Linus Gerdemann termine dans le même temps et garde son maillot jaune.
| \| Classement de l'étape \| Classement de l'étape \| Classement de l'étape \| Classement de l'étape \| Classement de l'étape \| \| Coureur \| Coureur \| Pays \| Équipe \| Temps \| \| --------------------- \| --------------------- \| --------------------- \| --------------------- \| --------------------- \| \| 1er \| Leonardo Bertagnolli \| Italie \| Liquigas \| DQ \| \| 2e \| Rigoberto Urán \| Colombie \| Caisse d'Épargne \| + 0 s \| \| 3e \| Thomas Lövkvist \| Suède \| Columbia \| + 0 s \| \| 4e \| Eros Capecchi \| Italie \| Scott-American Beef \| + 0 s \| \| 5e \| Giovanni Visconti \| Italie \| Quick Step \| + 0 s \| \| 6e \| Daniel Navarro \| Espagne \| Astana \| + 0 s \| \| 7e \| Bauke Mollema \| Pays-Bas \| Rabobank \| + 0 s \| \| 8e \| Philip Deignan \| Irlande \| AG2R-La Mondiale \| + 0 s \| \| 9e \| Linus Gerdemann \| Allemagne \| Columbia \| + 0 s \| \| 10e \| Janez Brajkovič \| Slovénie \| Astana \| + 0 s \| |                      |           |                     |       |
| |                      |           |                     |       |
| |                      |           |                     |       |
| Classement de l'étape |                      |           |                     |       |
| Coureur | Coureur              | Pays      | Équipe              | Temps |
| 1er | Leonardo Bertagnolli | Italie    | Liquigas            | DQ    |
| 2e | Rigoberto Urán       | Colombie  | Caisse d'Épargne    | + 0 s |
| 3e | Thomas Lövkvist      | Suède     | Columbia            | + 0 s |
| 4e | Eros Capecchi        | Italie    | Scott-American Beef | + 0 s |
| 5e | Giovanni Visconti    | Italie    | Quick Step          | + 0 s |
| 6e | Daniel Navarro       | Espagne   | Astana              | + 0 s |
| 7e | Bauke Mollema        | Pays-Bas  | Rabobank            | + 0 s |
| 8e | Philip Deignan       | Irlande   | AG2R-La Mondiale    | + 0 s |
| 9e | Linus Gerdemann      | Allemagne | Columbia            | + 0 s |
| 10e | Janez Brajkovič      | Slovénie  | Astana              | + 0 s |

| \| Classement général \| Classement général \| Classement général \| Classement général \| Classement général \| \| Coureur \| Coureur \| Pays \| Équipe \| Temps \| \| ------------------ \| ----------------------- \| ------------------ \| ------------------- \| ------------------ \| \| 1er \| Linus Gerdemann \| Allemagne \| Columbia \| 13 h 56 min 11 s \| \| 2e \| Thomas Lövkvist \| Suède \| Columbia \| + 17 s \| \| 3e \| Janez Brajkovič \| Slovénie \| Astana \| + 20 s \| \| 4e \| Pietro Caucchioli \| Italie \| Crédit Agricole \| + 58 s \| \| 5e \| Bauke Mollema \| Pays-Bas \| Rabobank \| + 1 min 01 s \| \| 6e \| José Rujano \| Venezuela \| Caisse d'Épargne \| + 1 min 13 s \| \| 7e \| Daniel Navarro \| Espagne \| Astana \| + 1 min 27 s \| \| 8e \| Eros Capecchi \| Italie \| Scott-American Beef \| + 1 min 31 s \| \| 9e \| Andrea Noè \| Italie \| Liquigas \| + 1 min 31 s \| \| 10e \| Francisco Pérez Sánchez \| Espagne \| Caisse d'Épargne \| + 2 min 13 s \| |                         |           |                     |                  |
| |                         |           |                     |                  |
| |                         |           |                     |                  |
| Classement général |                         |           |                     |                  |
| Coureur | Coureur                 | Pays      | Équipe              | Temps            |
| 1er | Linus Gerdemann         | Allemagne | Columbia            | 13 h 56 min 11 s |
| 2e | Thomas Lövkvist         | Suède     | Columbia            | + 17 s           |
| 3e | Janez Brajkovič         | Slovénie  | Astana              | + 20 s           |
| 4e | Pietro Caucchioli       | Italie    | Crédit Agricole     | + 58 s           |
| 5e | Bauke Mollema           | Pays-Bas  | Rabobank            | + 1 min 01 s     |
| 6e | José Rujano             | Venezuela | Caisse d'Épargne    | + 1 min 13 s     |
| 7e | Daniel Navarro          | Espagne   | Astana              | + 1 min 27 s     |
| 8e | Eros Capecchi           | Italie    | Scott-American Beef | + 1 min 31 s     |
| 9e | Andrea Noè              | Italie    | Liquigas            | + 1 min 31 s     |
| 10e | Francisco Pérez Sánchez | Espagne   | Caisse d'Épargne    | + 2 min 13 s     |

### 4eétape
La quatrième étape s'est déroulée le mardi 2 septembre 2008 entre Wiesloch  et Mayence. Elle a été remportée au sprint par l'Allemand André Greipel (Team Columbia).
Longue de 174 km, cette étape relie Wiesloch, dans le nord du Bade-Wurtemberg, à Mayence, capitalie du land de Rhénanie-Palatinat. Elle présente plusieurs côtes à mi-parcours, dont deux sont référencées pour le classement de la montagne en troisième catégorie, à Neuleiningen et Eisenberg (Pfalz).
Le début d'étape est animé par de nombreuses attaques infructueuses. Après 80 km de course, Thomas Voeckler (Bouygues Telecom) et Tom Stubbe (La Française des jeux) parviennent à s'échapper. Ils comptent une avance maximale de plus de six minutes. Le peloton, emmené par les équipes Team Columbia et Silence-Lotto, revient cependant sur eux à sept kilomètres de l'arrivée. Les coureurs de Columbia gardent la tête du peloton. Dans la dernière ligne droite, la grande rue (allemand: Große Bleiche), Gerald Ciolek emmène le sprint pour son coéquipier André Greipel, qui s'impose devant Robbie McEwen et Robert Förster.
Le classement général et les classements annexes ne subissent pas de changement.
| \| Classement de l'étape \| Classement de l'étape \| Classement de l'étape \| Classement de l'étape \| Classement de l'étape \| \| Coureur \| Coureur \| Pays \| Équipe \| Temps \| \| --------------------- \| --------------------- \| --------------------- \| --------------------- \| --------------------- \| \| 1er \| André Greipel \| Allemagne \| Columbia \| 3 h 59 min 37 s \| \| 2e \| Robbie McEwen \| Australie \| Silence-Lotto \| + 0 s \| \| 3e \| Robert Förster \| Allemagne \| Gerolsteiner \| + 0 s \| \| 4e \| Mark Renshaw \| Australie \| Crédit Agricole \| + 0 s \| \| 5e \| Graeme Brown \| Australie \| Rabobank \| + 0 s \| \| 6e \| Olaf Pollack \| Allemagne \| Volksbank-Vorarlberg \| + 0 s \| \| 7e \| Mirco Lorenzetto \| Italie \| Lampre \| + 0 s \| \| 8e \| Markus Zberg \| Suisse \| Gerolsteiner \| + 0 s \| \| 9e \| Gerald Ciolek \| Allemagne \| Columbia \| + 0 s \| \| 10e \| René Haselbacher \| Autriche \| Astana \| + 0 s \| |                  |           |                      |                 |
| |                  |           |                      |                 |
| |                  |           |                      |                 |
| Classement de l'étape |                  |           |                      |                 |
| Coureur | Coureur          | Pays      | Équipe               | Temps           |
| 1er | André Greipel    | Allemagne | Columbia             | 3 h 59 min 37 s |
| 2e | Robbie McEwen    | Australie | Silence-Lotto        | + 0 s           |
| 3e | Robert Förster   | Allemagne | Gerolsteiner         | + 0 s           |
| 4e | Mark Renshaw     | Australie | Crédit Agricole      | + 0 s           |
| 5e | Graeme Brown     | Australie | Rabobank             | + 0 s           |
| 6e | Olaf Pollack     | Allemagne | Volksbank-Vorarlberg | + 0 s           |
| 7e | Mirco Lorenzetto | Italie    | Lampre               | + 0 s           |
| 8e | Markus Zberg     | Suisse    | Gerolsteiner         | + 0 s           |
| 9e | Gerald Ciolek    | Allemagne | Columbia             | + 0 s           |
| 10e | René Haselbacher | Autriche  | Astana               | + 0 s           |

| \| Classement général \| Classement général \| Classement général \| Classement général \| Classement général \| \| Coureur \| Coureur \| Pays \| Équipe \| Temps \| \| ------------------ \| ----------------------- \| ------------------ \| ------------------- \| ------------------ \| \| 1er \| Linus Gerdemann \| Allemagne \| Columbia \| 17 h 55 min 48 s \| \| 2e \| Thomas Lövkvist \| Suède \| Columbia \| + 17 s \| \| 3e \| Janez Brajkovič \| Slovénie \| Astana \| + 20 s \| \| 4e \| Pietro Caucchioli \| Italie \| Crédit Agricole \| + 58 s \| \| 5e \| Bauke Mollema \| Pays-Bas \| Rabobank \| + 1 min 01 s \| \| 6e \| José Rujano \| Venezuela \| Caisse d'Épargne \| + 1 min 13 s \| \| 7e \| Daniel Navarro \| Espagne \| Astana \| + 1 min 27 s \| \| 8e \| Eros Capecchi \| Italie \| Scott-American Beef \| + 1 min 31 s \| \| 9e \| Andrea Noè \| Italie \| Liquigas \| + 1 min 31 s \| \| 10e \| Francisco Pérez Sánchez \| Espagne \| Caisse d'Épargne \| + 2 min 13 s \| |                         |           |                     |                  |
| |                         |           |                     |                  |
| |                         |           |                     |                  |
| Classement général |                         |           |                     |                  |
| Coureur | Coureur                 | Pays      | Équipe              | Temps            |
| 1er | Linus Gerdemann         | Allemagne | Columbia            | 17 h 55 min 48 s |
| 2e | Thomas Lövkvist         | Suède     | Columbia            | + 17 s           |
| 3e | Janez Brajkovič         | Slovénie  | Astana              | + 20 s           |
| 4e | Pietro Caucchioli       | Italie    | Crédit Agricole     | + 58 s           |
| 5e | Bauke Mollema           | Pays-Bas  | Rabobank            | + 1 min 01 s     |
| 6e | José Rujano             | Venezuela | Caisse d'Épargne    | + 1 min 13 s     |
| 7e | Daniel Navarro          | Espagne   | Astana              | + 1 min 27 s     |
| 8e | Eros Capecchi           | Italie    | Scott-American Beef | + 1 min 31 s     |
| 9e | Andrea Noè              | Italie    | Liquigas            | + 1 min 31 s     |
| 10e | Francisco Pérez Sánchez | Espagne   | Caisse d'Épargne    | + 2 min 13 s     |

### 5eétape
La cinquième étape s'est déroulée le mercredi 3 septembre 2008 entre Mayence et Winterberg.
Cette étape, longue de 218,4 km, est la plus longue du Tour d'Allemagne 2008. Elle relie Mayence (Rhénanie-Palatinat) à Winterberg (Rhénanie-du-Nord-Westphalie) sur un parcours vallonné. Les 60 kilomètres comprennent trois côtes référencées, à Homberg (3e catégorie), Albrechtsplatz (2e cat.). Le final menant à Winterberg est une côte de 3e catégorie.
| \| Classement de l'étape \| Classement de l'étape \| Classement de l'étape \| Classement de l'étape \| Classement de l'étape \| \| Coureur \| Coureur \| Pays \| Équipe \| Temps \| \| --------------------- \| --------------------- \| --------------------- \| ------------------------------- \| --------------------- \| \| 1er \| Gerald Ciolek \| Allemagne \| Columbia \| 5 h 39 min 35 s \| \| 2e \| Rubens Bertogliati \| Suisse \| Scott-American Beef \| + 0 s \| \| 3e \| Leonardo Bertagnolli \| Italie \| Liquigas \| DQ \| \| 4e \| Thomas Lövkvist \| Suède \| Columbia \| + 0 s \| \| 5e \| Johannes Fröhlinger \| Allemagne \| Gerolsteiner \| + 0 s \| \| 6e \| Jussi Veikkanen \| Finlande \| La Française des jeux \| + 0 s \| \| 7e \| Rigoberto Urán \| Colombie \| Caisse d'Épargne \| + 0 s \| \| 8e \| David Loosli \| Suisse \| Lampre \| + 0 s \| \| 9e \| Francesco Gavazzi \| Italie \| Lampre \| + 0 s \| \| 10e \| Maxime Monfort \| Belgique \| Cofidis-Le Crédit par Téléphone \| + 0 s \| |                      |           |                                 |                 |
| |                      |           |                                 |                 |
| |                      |           |                                 |                 |
| Classement de l'étape |                      |           |                                 |                 |
| Coureur | Coureur              | Pays      | Équipe                          | Temps           |
| 1er | Gerald Ciolek        | Allemagne | Columbia                        | 5 h 39 min 35 s |
| 2e | Rubens Bertogliati   | Suisse    | Scott-American Beef             | + 0 s           |
| 3e | Leonardo Bertagnolli | Italie    | Liquigas                        | DQ              |
| 4e | Thomas Lövkvist      | Suède     | Columbia                        | + 0 s           |
| 5e | Johannes Fröhlinger  | Allemagne | Gerolsteiner                    | + 0 s           |
| 6e | Jussi Veikkanen      | Finlande  | La Française des jeux           | + 0 s           |
| 7e | Rigoberto Urán       | Colombie  | Caisse d'Épargne                | + 0 s           |
| 8e | David Loosli         | Suisse    | Lampre                          | + 0 s           |
| 9e | Francesco Gavazzi    | Italie    | Lampre                          | + 0 s           |
| 10e | Maxime Monfort       | Belgique  | Cofidis-Le Crédit par Téléphone | + 0 s           |

| \| Classement général \| Classement général \| Classement général \| Classement général \| Classement général \| \| Coureur \| Coureur \| Pays \| Équipe \| Temps \| \| ------------------ \| ------------------ \| ------------------ \| ------------------- \| ------------------ \| \| 1er \| Linus Gerdemann \| Allemagne \| Columbia \| 23 h 35 min 23 s \| \| 2e \| Thomas Lövkvist \| Suède \| Columbia \| + 17 s \| \| 3e \| Janez Brajkovič \| Slovénie \| Astana \| + 20 s \| \| 4e \| Pietro Caucchioli \| Italie \| Crédit Agricole \| + 58 s \| \| 5e \| José Rujano \| Venezuela \| Caisse d'Épargne \| + 1 min 13 s \| \| 6e \| Bauke Mollema \| Pays-Bas \| Rabobank \| + 1 min 16 s \| \| 7e \| Daniel Navarro \| Espagne \| Astana \| + 1 min 27 s \| \| 8e \| Andrea Noè \| Italie \| Liquigas \| + 1 min 31 s \| \| 9e \| Eros Capecchi \| Italie \| Scott-American Beef \| + 1 min 50 s \| \| 10e \| Haimar Zubeldia \| Espagne \| Euskaltel-Euskadi \| + 2 min 40 s \| |                   |           |                     |                  |
| |                   |           |                     |                  |
| |                   |           |                     |                  |
| Classement général |                   |           |                     |                  |
| Coureur | Coureur           | Pays      | Équipe              | Temps            |
| 1er | Linus Gerdemann   | Allemagne | Columbia            | 23 h 35 min 23 s |
| 2e | Thomas Lövkvist   | Suède     | Columbia            | + 17 s           |
| 3e | Janez Brajkovič   | Slovénie  | Astana              | + 20 s           |
| 4e | Pietro Caucchioli | Italie    | Crédit Agricole     | + 58 s           |
| 5e | José Rujano       | Venezuela | Caisse d'Épargne    | + 1 min 13 s     |
| 6e | Bauke Mollema     | Pays-Bas  | Rabobank            | + 1 min 16 s     |
| 7e | Daniel Navarro    | Espagne   | Astana              | + 1 min 27 s     |
| 8e | Andrea Noè        | Italie    | Liquigas            | + 1 min 31 s     |
| 9e | Eros Capecchi     | Italie    | Scott-American Beef | + 1 min 50 s     |
| 10e | Haimar Zubeldia   | Espagne   | Euskaltel-Euskadi   | + 2 min 40 s     |

### 6eétape
La sixième étape s'est déroulée le jeudi 4 septembre 2008 entre Fredeburg et Neuss.
| \| Classement de l'étape \| Classement de l'étape \| Classement de l'étape \| Classement de l'étape \| Classement de l'étape \| \| Coureur \| Coureur \| Pays \| Équipe \| Temps \| \| --------------------- \| --------------------- \| --------------------- \| --------------------- \| --------------------- \| \| 1er \| Jussi Veikkanen \| Finlande \| La Française des jeux \| 4 h 17 min 22 s \| \| 2e \| Maxim Iglinskiy \| Kazakhstan \| Astana \| + 0 s \| \| 3e \| Thierry Hupond \| France \| Skil-Shimano \| + 0 s \| \| 4e \| Pablo Lastras \| Espagne \| Caisse d'Épargne \| + 0 s \| \| 5e \| Rémi Pauriol \| France \| Crédit Agricole \| + 0 s \| \| 6e \| Christophe Mengin \| France \| La Française des jeux \| + 0 s \| \| 7e \| Jon Bru \| Espagne \| Euskaltel-Euskadi \| + 0 s \| \| 8e \| Kjell Carlström \| Finlande \| Liquigas \| + 0 s \| \| 9e \| David Loosli \| Suisse \| Lampre \| + 0 s \| \| 10e \| Matthias Russ \| Allemagne \| Gerolsteiner \| + 0 s \| |                   |            |                       |                 |
| |                   |            |                       |                 |
| |                   |            |                       |                 |
| Classement de l'étape |                   |            |                       |                 |
| Coureur | Coureur           | Pays       | Équipe                | Temps           |
| 1er | Jussi Veikkanen   | Finlande   | La Française des jeux | 4 h 17 min 22 s |
| 2e | Maxim Iglinskiy   | Kazakhstan | Astana                | + 0 s           |
| 3e | Thierry Hupond    | France     | Skil-Shimano          | + 0 s           |
| 4e | Pablo Lastras     | Espagne    | Caisse d'Épargne      | + 0 s           |
| 5e | Rémi Pauriol      | France     | Crédit Agricole       | + 0 s           |
| 6e | Christophe Mengin | France     | La Française des jeux | + 0 s           |
| 7e | Jon Bru           | Espagne    | Euskaltel-Euskadi     | + 0 s           |
| 8e | Kjell Carlström   | Finlande   | Liquigas              | + 0 s           |
| 9e | David Loosli      | Suisse     | Lampre                | + 0 s           |
| 10e | Matthias Russ     | Allemagne  | Gerolsteiner          | + 0 s           |

| \| Classement général \| Classement général \| Classement général \| Classement général \| Classement général \| \| Coureur \| Coureur \| Pays \| Équipe \| Temps \| \| ------------------ \| ------------------ \| ------------------ \| ------------------- \| ------------------ \| \| 1er \| Linus Gerdemann \| Allemagne \| Columbia \| 27 h 54 min 45 s \| \| 2e \| Thomas Lövkvist \| Suède \| Columbia \| + 17 s \| \| 3e \| Janez Brajkovič \| Slovénie \| Astana \| + 20 s \| \| 4e \| Pietro Caucchioli \| Italie \| Crédit Agricole \| + 58 s \| \| 5e \| Bauke Mollema \| Pays-Bas \| Rabobank \| + 1 min 16 s \| \| 6e \| José Rujano \| Venezuela \| Caisse d'Épargne \| + 1 min 20 s \| \| 7e \| Daniel Navarro \| Espagne \| Astana \| + 1 min 27 s \| \| 8e \| Andrea Noè \| Italie \| Liquigas \| + 1 min 31 s \| \| 9e \| Eros Capecchi \| Italie \| Scott-American Beef \| + 1 min 57 s \| \| 10e \| Haimar Zubeldia \| Espagne \| Euskaltel-Euskadi \| + 2 min 40 s \| |                   |           |                     |                  |
| |                   |           |                     |                  |
| |                   |           |                     |                  |
| Classement général |                   |           |                     |                  |
| Coureur | Coureur           | Pays      | Équipe              | Temps            |
| 1er | Linus Gerdemann   | Allemagne | Columbia            | 27 h 54 min 45 s |
| 2e | Thomas Lövkvist   | Suède     | Columbia            | + 17 s           |
| 3e | Janez Brajkovič   | Slovénie  | Astana              | + 20 s           |
| 4e | Pietro Caucchioli | Italie    | Crédit Agricole     | + 58 s           |
| 5e | Bauke Mollema     | Pays-Bas  | Rabobank            | + 1 min 16 s     |
| 6e | José Rujano       | Venezuela | Caisse d'Épargne    | + 1 min 20 s     |
| 7e | Daniel Navarro    | Espagne   | Astana              | + 1 min 27 s     |
| 8e | Andrea Noè        | Italie    | Liquigas            | + 1 min 31 s     |
| 9e | Eros Capecchi     | Italie    | Scott-American Beef | + 1 min 57 s     |
| 10e | Haimar Zubeldia   | Espagne   | Euskaltel-Euskadi   | + 2 min 40 s     |

### 7eétape
La septième étape s'est déroulée le vendredi 5 septembre 2008 entre Neuss et Georgsmarienhütte.
Cette septième étape est la dernière étape en ligne, à la veille du contre-la-montre final à Brême. Elle relie Neuss (Rhénanie-du-Nord-Westphalie) à Georgsmarienhütte en Basse-Saxe, sur un parcours de 214,3 km. La première moitié de l'étape offre quelques bosses, dont deux côtes de troisième catégorie à Herdecke (km 71) et Fröndenberg/Ruhr (km 105). Les 100 derniers kilomètres sont plats, à l'exception d'une côte à dix kilomètres de la ligne d'arrivée.
| \| Classement de l'étape \| Classement de l'étape \| Classement de l'étape \| Classement de l'étape \| Classement de l'étape \| \| Coureur \| Coureur \| Pays \| Équipe \| Temps \| \| --------------------- \| --------------------- \| --------------------- \| ------------------------------- \| --------------------- \| \| 1er \| Stéphane Augé \| France \| Cofidis-Le Crédit par Téléphone \| 4 h 45 min 33 s \| \| 2e \| Thierry Hupond \| France \| Skil-Shimano \| + 0 s \| \| 3e \| Mauro Da Dalto \| Italie \| Liquigas \| + 0 s \| \| 4e \| Johannes Fröhlinger \| Allemagne \| Gerolsteiner \| + 0 s \| \| 5e \| Christian Knees \| Allemagne \| Team Milram \| + 0 s \| \| 6e \| Jens Voigt \| Allemagne \| CSC Saxo Bank \| + 0 s \| \| 7e \| Thomas Voeckler \| France \| Bouygues Telecom \| + 0 s \| \| 8e \| Jorge Azanza \| Espagne \| Euskaltel-Euskadi \| + 0 s \| \| 9e \| Koos Moerenhout \| Pays-Bas \| Rabobank \| + 0 s \| \| 10e \| Simon Špilak \| Slovénie \| Lampre \| + 0 s \| |                     |           |                                 |                 |
| |                     |           |                                 |                 |
| |                     |           |                                 |                 |
| Classement de l'étape |                     |           |                                 |                 |
| Coureur | Coureur             | Pays      | Équipe                          | Temps           |
| 1er | Stéphane Augé       | France    | Cofidis-Le Crédit par Téléphone | 4 h 45 min 33 s |
| 2e | Thierry Hupond      | France    | Skil-Shimano                    | + 0 s           |
| 3e | Mauro Da Dalto      | Italie    | Liquigas                        | + 0 s           |
| 4e | Johannes Fröhlinger | Allemagne | Gerolsteiner                    | + 0 s           |
| 5e | Christian Knees     | Allemagne | Team Milram                     | + 0 s           |
| 6e | Jens Voigt          | Allemagne | CSC Saxo Bank                   | + 0 s           |
| 7e | Thomas Voeckler     | France    | Bouygues Telecom                | + 0 s           |
| 8e | Jorge Azanza        | Espagne   | Euskaltel-Euskadi               | + 0 s           |
| 9e | Koos Moerenhout     | Pays-Bas  | Rabobank                        | + 0 s           |
| 10e | Simon Špilak        | Slovénie  | Lampre                          | + 0 s           |

| \| Classement général \| Classement général \| Classement général \| Classement général \| Classement général \| \| Coureur \| Coureur \| Pays \| Équipe \| Temps \| \| ------------------ \| ------------------ \| ------------------ \| ------------------- \| ------------------ \| \| 1er \| Linus Gerdemann \| Allemagne \| Columbia \| 32 h 44 min 12 s \| \| 2e \| Thomas Lövkvist \| Suède \| Columbia \| + 17 s \| \| 3e \| Janez Brajkovič \| Slovénie \| Astana \| + 20 s \| \| 4e \| Pietro Caucchioli \| Italie \| Crédit Agricole \| + 58 s \| \| 5e \| Bauke Mollema \| Pays-Bas \| Rabobank \| + 1 min 16 s \| \| 6e \| José Rujano \| Venezuela \| Caisse d'Épargne \| + 1 min 20 s \| \| 7e \| Daniel Navarro \| Espagne \| Astana \| + 1 min 27 s \| \| 8e \| Andrea Noè \| Italie \| Liquigas \| + 1 min 31 s \| \| 9e \| Eros Capecchi \| Italie \| Scott-American Beef \| + 1 min 57 s \| \| 10e \| Haimar Zubeldia \| Espagne \| Euskaltel-Euskadi \| + 2 min 40 s \| |                   |           |                     |                  |
| |                   |           |                     |                  |
| |                   |           |                     |                  |
| Classement général |                   |           |                     |                  |
| Coureur | Coureur           | Pays      | Équipe              | Temps            |
| 1er | Linus Gerdemann   | Allemagne | Columbia            | 32 h 44 min 12 s |
| 2e | Thomas Lövkvist   | Suède     | Columbia            | + 17 s           |
| 3e | Janez Brajkovič   | Slovénie  | Astana              | + 20 s           |
| 4e | Pietro Caucchioli | Italie    | Crédit Agricole     | + 58 s           |
| 5e | Bauke Mollema     | Pays-Bas  | Rabobank            | + 1 min 16 s     |
| 6e | José Rujano       | Venezuela | Caisse d'Épargne    | + 1 min 20 s     |
| 7e | Daniel Navarro    | Espagne   | Astana              | + 1 min 27 s     |
| 8e | Andrea Noè        | Italie    | Liquigas            | + 1 min 31 s     |
| 9e | Eros Capecchi     | Italie    | Scott-American Beef | + 1 min 57 s     |
| 10e | Haimar Zubeldia   | Espagne   | Euskaltel-Euskadi   | + 2 min 40 s     |

### 8eétape
La huitième et dernière étape s'est déroulée le samedi 6 septembre 2008 autour de  Brême.
| \| Classement de l'étape \| Classement de l'étape \| Classement de l'étape \| Classement de l'étape \| Classement de l'étape \| \| Coureur \| Coureur \| Pays \| Équipe \| Temps \| \| --------------------- \| --------------------- \| --------------------- \| --------------------- \| --------------------- \| \| 1er \| Tony Martin \| Allemagne \| Columbia \| 39 min 50 s \| \| 2e \| Bert Grabsch \| Allemagne \| Columbia \| + 34 s \| \| 3e \| Gustav Larsson \| Suède \| CSC Saxo Bank \| + 48 s \| \| 4e \| Linus Gerdemann \| Allemagne \| Columbia \| + 1 min 17 s \| \| 5e \| Vladimir Karpets \| Russie \| Caisse d'Épargne \| + 1 min 43 s \| \| 6e \| Thomas Lövkvist \| Suède \| Columbia \| + 1 min 52 s \| \| 7e \| Raivis Belohvoščiks \| Lettonie \| Scott-American Beef \| + 2 min 23 s \| \| 8e \| Janez Brajkovič \| Slovénie \| Astana \| + 2 min 31 s \| \| 9e \| Dominik Roels \| Allemagne \| Team Milram \| + 2 min 32 s \| \| 10e \| Jussi Veikkanen \| Finlande \| La Française des jeux \| + 2 min 40 s \| |                     |           |                       |              |
| |                     |           |                       |              |
| |                     |           |                       |              |
| Classement de l'étape |                     |           |                       |              |
| Coureur | Coureur             | Pays      | Équipe                | Temps        |
| 1er | Tony Martin         | Allemagne | Columbia              | 39 min 50 s  |
| 2e | Bert Grabsch        | Allemagne | Columbia              | + 34 s       |
| 3e | Gustav Larsson      | Suède     | CSC Saxo Bank         | + 48 s       |
| 4e | Linus Gerdemann     | Allemagne | Columbia              | + 1 min 17 s |
| 5e | Vladimir Karpets    | Russie    | Caisse d'Épargne      | + 1 min 43 s |
| 6e | Thomas Lövkvist     | Suède     | Columbia              | + 1 min 52 s |
| 7e | Raivis Belohvoščiks | Lettonie  | Scott-American Beef   | + 2 min 23 s |
| 8e | Janez Brajkovič     | Slovénie  | Astana                | + 2 min 31 s |
| 9e | Dominik Roels       | Allemagne | Team Milram           | + 2 min 32 s |
| 10e | Jussi Veikkanen     | Finlande  | La Française des jeux | + 2 min 40 s |

| \| Classement général \| Classement général \| Classement général \| Classement général \| Classement général \| \| Coureur \| Coureur \| Pays \| Équipe \| Temps \| \| ------------------ \| ------------------ \| ------------------ \| --------------------- \| ------------------ \| \| 1er \| Linus Gerdemann \| Allemagne \| Columbia \| 33 h 25 min 18 s \| \| 2e \| Thomas Lövkvist \| Suède \| Columbia \| + 52 s \| \| 3e \| Janez Brajkovič \| Slovénie \| Astana \| + 1 min 34 s \| \| 4e \| Daniel Navarro \| Espagne \| Astana \| + 3 min 06 s \| \| 5e \| Pietro Caucchioli \| Italie \| Crédit Agricole \| + 3 min 27 s \| \| 6e \| José Rujano \| Venezuela \| Caisse d'Épargne \| + 3 min 35 s \| \| 7e \| Bauke Mollema \| Pays-Bas \| Rabobank \| + 3 min 56 s \| \| 8e \| Andrea Noè \| Italie \| Liquigas \| + 4 min 10 s \| \| 9e \| Eros Capecchi \| Italie \| Scott-American Beef \| + 4 min 44 s \| \| 10e \| Jussi Veikkanen \| Finlande \| La Française des jeux \| + 4 min 53 s \| |                   |           |                       |                  |
| |                   |           |                       |                  |
| |                   |           |                       |                  |
| Classement général |                   |           |                       |                  |
| Coureur | Coureur           | Pays      | Équipe                | Temps            |
| 1er | Linus Gerdemann   | Allemagne | Columbia              | 33 h 25 min 18 s |
| 2e | Thomas Lövkvist   | Suède     | Columbia              | + 52 s           |
| 3e | Janez Brajkovič   | Slovénie  | Astana                | + 1 min 34 s     |
| 4e | Daniel Navarro    | Espagne   | Astana                | + 3 min 06 s     |
| 5e | Pietro Caucchioli | Italie    | Crédit Agricole       | + 3 min 27 s     |
| 6e | José Rujano       | Venezuela | Caisse d'Épargne      | + 3 min 35 s     |
| 7e | Bauke Mollema     | Pays-Bas  | Rabobank              | + 3 min 56 s     |
| 8e | Andrea Noè        | Italie    | Liquigas              | + 4 min 10 s     |
| 9e | Eros Capecchi     | Italie    | Scott-American Beef   | + 4 min 44 s     |
| 10e | Jussi Veikkanen   | Finlande  | La Française des jeux | + 4 min 53 s     |

## Classements finals

### Classement général final
| \| Classement général \| Classement général \| Classement général \| Classement général \| Classement général \| \| Coureur \| Coureur \| Pays \| Équipe \| Temps \| \| ------------------ \| ------------------ \| ------------------ \| --------------------- \| ------------------ \| \| 1er \| Linus Gerdemann \| Allemagne \| Columbia \| 33 h 25 min 18 s \| \| 2e \| Thomas Lövkvist \| Suède \| Columbia \| + 52 s \| \| 3e \| Janez Brajkovič \| Slovénie \| Astana \| + 1 min 34 s \| \| 4e \| Daniel Navarro \| Espagne \| Astana \| + 3 min 06 s \| \| 5e \| Pietro Caucchioli \| Italie \| Crédit Agricole \| + 3 min 27 s \| \| 6e \| José Rujano \| Venezuela \| Caisse d'Épargne \| + 3 min 35 s \| \| 7e \| Bauke Mollema \| Pays-Bas \| Rabobank \| + 3 min 46 s \| \| 8e \| Andrea Noè \| Italie \| Liquigas \| + 4 min 10 s \| \| 9e \| Eros Capecchi \| Italie \| Scott-American Beef \| + 4 min 44 s \| \| 10e \| Jussi Veikkanen \| Finlande \| La Française des jeux \| + 4 min 53 s \| |                   |           |                       |                  |
| |                   |           |                       |                  |
| |                   |           |                       |                  |
| Classement général |                   |           |                       |                  |
| Coureur | Coureur           | Pays      | Équipe                | Temps            |
| 1er | Linus Gerdemann   | Allemagne | Columbia              | 33 h 25 min 18 s |
| 2e | Thomas Lövkvist   | Suède     | Columbia              | + 52 s           |
| 3e | Janez Brajkovič   | Slovénie  | Astana                | + 1 min 34 s     |
| 4e | Daniel Navarro    | Espagne   | Astana                | + 3 min 06 s     |
| 5e | Pietro Caucchioli | Italie    | Crédit Agricole       | + 3 min 27 s     |
| 6e | José Rujano       | Venezuela | Caisse d'Épargne      | + 3 min 35 s     |
| 7e | Bauke Mollema     | Pays-Bas  | Rabobank              | + 3 min 46 s     |
| 8e | Andrea Noè        | Italie    | Liquigas              | + 4 min 10 s     |
| 9e | Eros Capecchi     | Italie    | Scott-American Beef   | + 4 min 44 s     |
| 10e | Jussi Veikkanen   | Finlande  | La Française des jeux | + 4 min 53 s     |

### Classements annexes
| Classement par points | Classement par points | Classement par points | Classement par points | Classement par points |
| Coureur               | Coureur               | Pays                  | Équipe                | Points                |
| --------------------- | --------------------- | --------------------- | --------------------- | --------------------- |
| 1er                   | Thomas Lövkvist       | Suède                 | Columbia              | 80 pts                |
| 2e                    | Linus Gerdemann       | Allemagne             | Columbia              | 73 pts                |
| 3e                    | Jussi Veikkanen       | Finlande              | La Française des jeux | 52 pts                |
| 4e                    | Gustav Larsson        | Suède                 | CSC Saxo Bank         | 50 pts                |
| 5e                    | Janez Brajkovič       | Slovénie              | Astana                | 45 pts                |
| 6e                    | Johannes Fröhlinger   | Allemagne             | Gerolsteiner          | 44 pts                |
| 7e                    | Pietro Caucchioli     | Italie                | Crédit Agricole       | 38 pts                |
| 8e                    | Thierry Hupond        | France                | Skil-Shimano          | 36 pts                |
| 9e                    | André Greipel         | Allemagne             | Columbia              | 34 pts                |
| 10e                   | Daniel Navarro        | Espagne               | Astana                | 29 pts                |

| Classement par points | Classement par points | Classement par points | Classement par points | Classement par points |
| Coureur               | Coureur               | Pays                  | Équipe                | Points                |
| --------------------- | --------------------- | --------------------- | --------------------- | --------------------- |
| 1er                   | Thomas Lövkvist       | Suède                 | Columbia              | 80 pts                |
| 2e                    | Linus Gerdemann       | Allemagne             | Columbia              | 73 pts                |
| 3e                    | Jussi Veikkanen       | Finlande              | La Française des jeux | 52 pts                |
| 4e                    | Gustav Larsson        | Suède                 | CSC Saxo Bank         | 50 pts                |
| 5e                    | Janez Brajkovič       | Slovénie              | Astana                | 45 pts                |
| 6e                    | Johannes Fröhlinger   | Allemagne             | Gerolsteiner          | 44 pts                |
| 7e                    | Pietro Caucchioli     | Italie                | Crédit Agricole       | 38 pts                |
| 8e                    | Thierry Hupond        | France                | Skil-Shimano          | 36 pts                |
| 9e                    | André Greipel         | Allemagne             | Columbia              | 34 pts                |
| 10e                   | Daniel Navarro        | Espagne               | Astana                | 29 pts                |

| Classement de la montagne | Classement de la montagne | Classement de la montagne | Classement de la montagne | Classement de la montagne |
| Coureur                   | Coureur                   | Pays                      | Équipe                    | Points                    |
| ------------------------- | ------------------------- | ------------------------- | ------------------------- | ------------------------- |
| 1er                       | Daniel Musiol             | Allemagne                 | Volksbank-Vorarlberg      | 18 pts                    |
| 2e                        | Thomas Lövkvist           | Suède                     | Columbia                  | 14 pts                    |
| 3e                        | Linus Gerdemann           | Allemagne                 | Columbia                  | 13 pts                    |
| 4e                        | Dominik Roels             | Allemagne                 | Team Milram               | 12 pts                    |
| 5e                        | Janez Brajkovič           | Slovénie                  | Astana                    | 11 pts                    |
| 6e                        | Gustav Larsson            | Suède                     | CSC Saxo Bank             | 9 pts                     |
| 7e                        | José Rujano               | Venezuela                 | Caisse d'Épargne          | 8 pts                     |
| 8e                        | Kasper Klostergaard       | Danemark                  | CSC Saxo Bank             | 8 pts                     |
| 9e                        | David de la Fuente        | Espagne                   | Scott-American Beef       | 7 pts                     |
| 10e                       | Pietro Caucchioli         | Italie                    | Crédit Agricole           | 6 pts                     |

| Classement de la montagne | Classement de la montagne | Classement de la montagne | Classement de la montagne | Classement de la montagne |
| Coureur                   | Coureur                   | Pays                      | Équipe                    | Points                    |
| ------------------------- | ------------------------- | ------------------------- | ------------------------- | ------------------------- |
| 1er                       | Daniel Musiol             | Allemagne                 | Volksbank-Vorarlberg      | 18 pts                    |
| 2e                        | Thomas Lövkvist           | Suède                     | Columbia                  | 14 pts                    |
| 3e                        | Linus Gerdemann           | Allemagne                 | Columbia                  | 13 pts                    |
| 4e                        | Dominik Roels             | Allemagne                 | Team Milram               | 12 pts                    |
| 5e                        | Janez Brajkovič           | Slovénie                  | Astana                    | 11 pts                    |
| 6e                        | Gustav Larsson            | Suède                     | CSC Saxo Bank             | 9 pts                     |
| 7e                        | José Rujano               | Venezuela                 | Caisse d'Épargne          | 8 pts                     |
| 8e                        | Kasper Klostergaard       | Danemark                  | CSC Saxo Bank             | 8 pts                     |
| 9e                        | David de la Fuente        | Espagne                   | Scott-American Beef       | 7 pts                     |
| 10e                       | Pietro Caucchioli         | Italie                    | Crédit Agricole           | 6 pts                     |

| Classement du meilleur jeune | Classement du meilleur jeune | Classement du meilleur jeune | Classement du meilleur jeune    | Classement du meilleur jeune |
| Coureur                      | Coureur                      | Pays                         | Équipe                          | Temps                        |
| ---------------------------- | ---------------------------- | ---------------------------- | ------------------------------- | ---------------------------- |
| 1er                          | Thomas Lövkvist              | Suède                        | Columbia                        | 33 h 26 min 10 s             |
| 2e                           | Janez Brajkovič              | Slovénie                     | Astana                          | + 42 s                       |
| 3e                           | Daniel Navarro               | Espagne                      | Astana                          | + 2 min 14 s                 |
| 4e                           | Bauke Mollema                | Pays-Bas                     | Rabobank                        | + 3 min 04 s                 |
| 5e                           | Eros Capecchi                | Italie                       | Scott-American Beef             | + 3 min 52 s                 |
| 6e                           | Kevin Seeldraeyers           | Belgique                     | Quick Step                      | + 6 min 49 s                 |
| 7e                           | Maxime Monfort               | Belgique                     | Cofidis-Le Crédit par Téléphone | + 6 min 53 s                 |
| 8e                           | Philip Deignan               | Irlande                      | AG2R-La Mondiale                | + 9 min 31 s                 |
| 9e                           | Peter Velits                 | Slovaquie                    | Team Milram                     | + 13 min 06 s                |
| 10e                          | Yukihiro Doi                 | Japon                        | Skil-Shimano                    | + 14 min 31 s                |

| Classement du meilleur jeune | Classement du meilleur jeune | Classement du meilleur jeune | Classement du meilleur jeune    | Classement du meilleur jeune |
| Coureur                      | Coureur                      | Pays                         | Équipe                          | Temps                        |
| ---------------------------- | ---------------------------- | ---------------------------- | ------------------------------- | ---------------------------- |
| 1er                          | Thomas Lövkvist              | Suède                        | Columbia                        | 33 h 26 min 10 s             |
| 2e                           | Janez Brajkovič              | Slovénie                     | Astana                          | + 42 s                       |
| 3e                           | Daniel Navarro               | Espagne                      | Astana                          | + 2 min 14 s                 |
| 4e                           | Bauke Mollema                | Pays-Bas                     | Rabobank                        | + 3 min 04 s                 |
| 5e                           | Eros Capecchi                | Italie                       | Scott-American Beef             | + 3 min 52 s                 |
| 6e                           | Kevin Seeldraeyers           | Belgique                     | Quick Step                      | + 6 min 49 s                 |
| 7e                           | Maxime Monfort               | Belgique                     | Cofidis-Le Crédit par Téléphone | + 6 min 53 s                 |
| 8e                           | Philip Deignan               | Irlande                      | AG2R-La Mondiale                | + 9 min 31 s                 |
| 9e                           | Peter Velits                 | Slovaquie                    | Team Milram                     | + 13 min 06 s                |
| 10e                          | Yukihiro Doi                 | Japon                        | Skil-Shimano                    | + 14 min 31 s                |

| Classement par équipes | Classement par équipes | Classement par équipes | Classement par équipes |
| Équipe                 | Équipe                 | Pays                   | Temps                  |
| ---------------------- | ---------------------- | ---------------------- | ---------------------- |
| 1re                    | Scott-American Beef    | Espagne                | 100 h 24 min 37 s      |
| 2e                     | Astana                 | Luxembourg             | + 43 s                 |
| 3e                     | Caisse d'Épargne       | Espagne                | + 1 min 13 s           |
| 4e                     | Liquigas               | Italie                 | + 1 min 48 s           |
| 5e                     | Columbia               | États-Unis             | + 2 min 56 s           |
| 6e                     | Euskaltel-Euskadi      | Espagne                | + 7 min 48 s           |
| 7e                     | Crédit agricole        | France                 | + 10 min 47 s          |
| 8e                     | Quick Step             | Belgique               | + 17 min 41 s          |
| 9e                     | Rabobank               | Pays-Bas               | + 20 min 36 s          |
| 10e                    | Lampre                 | Italie                 | + 24 min 33 s          |

| Classement par équipes | Classement par équipes | Classement par équipes | Classement par équipes |
| Équipe                 | Équipe                 | Pays                   | Temps                  |
| ---------------------- | ---------------------- | ---------------------- | ---------------------- |
| 1re                    | Scott-American Beef    | Espagne                | 100 h 24 min 37 s      |
| 2e                     | Astana                 | Luxembourg             | + 43 s                 |
| 3e                     | Caisse d'Épargne       | Espagne                | + 1 min 13 s           |
| 4e                     | Liquigas               | Italie                 | + 1 min 48 s           |
| 5e                     | Columbia               | États-Unis             | + 2 min 56 s           |
| 6e                     | Euskaltel-Euskadi      | Espagne                | + 7 min 48 s           |
| 7e                     | Crédit agricole        | France                 | + 10 min 47 s          |
| 8e                     | Quick Step             | Belgique               | + 17 min 41 s          |
| 9e                     | Rabobank               | Pays-Bas               | + 20 min 36 s          |
| 10e                    | Lampre                 | Italie                 | + 24 min 33 s          |

## Évolution des classements
| Étape (Vainqueur)               | Classement général | Classement de la montagne | Classement par points | Classement des jeunes | Classement par équipes |
| ------------------------------- | ------------------ | ------------------------- | --------------------- | --------------------- | ---------------------- |
| Prologue (Brett Lancaster)      | Brett Lancaster    | non-décerné               | Brett Lancaster       | Gerald Ciolek         | Team Milram            |
| 1re étape (Linus Gerdemann)     | Linus Gerdemann    | Daniel Musiol             | Linus Gerdemann       | Thomas Lövkvist       | Astana                 |
| 2e étape (David de la Fuente)   | Linus Gerdemann    | Daniel Musiol             | Linus Gerdemann       | Thomas Lövkvist       | Astana                 |
| 3e étape (Leonardo Bertagnolli) | Linus Gerdemann    | Daniel Musiol             | Thomas Lövkvist       | Thomas Lövkvist       | Astana                 |
| 4e étape (Gerald Ciolek)        | Linus Gerdemann    | Daniel Musiol             | Thomas Lövkvist       | Thomas Lövkvist       | Astana                 |
| 5e étape (André Greipel)        | Linus Gerdemann    | Daniel Musiol             | Thomas Lövkvist       | Thomas Lövkvist       | Astana                 |
| 6e étape (Jussi Veikkanen)      | Linus Gerdemann    | Daniel Musiol             | Thomas Lövkvist       | Thomas Lövkvist       | Astana                 |
| 7e étape (Stéphane Augé)        | Linus Gerdemann    | Daniel Musiol             | Thomas Lövkvist       | Thomas Lövkvist       | Liquigas               |
| 8e étape (Tony Martin)          | Linus Gerdemann    | Daniel Musiol             | Thomas Lövkvist       | Thomas Lövkvist       | Scott-American Beef    |

## Liste des participants[13]
| Team CSC | Astana | Caisse d'Épargne |
| - 01. Jens Voigt - 02. Gustav Larsson - 03. Lasse Bøchman - 04. Nicki Sørensen - 05. Marcus Ljungqvist - 06. Jason McCartney - 07. Kasper Klostergaard Larsen                                                         | - 11. Janez Brajkovič - 12. Daniel Navarro - 13. Maxim Iglinskiy (A 7e) - 14. Michael Schär - 15. Grégory Rast - 16. Andrey Zeits - 17. René Haselbacher - 18. Sergueï Yakovlev                              | - 21. Vladimir Karpets - 22. Rigoberto Urán - 23. David López García - 24. Pablo Lastras - 25. Anthony Charteau (NP 5e) - 26. José Rujano - 27. Francisco Pérez Sánchez - 28. Mathieu Perget (A 5e)                          |
| Silence-Lotto | Rabobank | Gerolsteiner |
| - 31. Mario Aerts - 32. Christophe Brandt (A 1re) - 33. Dario Cioni - 34. Nick Gates (NP 7e) - 35. Robbie McEwen (NP 7e) - 36. Jurgen Van den Broeck - 37. Johan Vansummeren - 38. Wim Van Huffel                     | - 41. Laurens ten Dam - 42. Bauke Mollema - 43. Paul Martens - 44. Pieter Weening - 45. William Walker - 46. Koos Moerenhout - 47. Denis Menchov (A 1re) - 48. Graeme Brown (HD 8e)                          | - 51. Bernhard Kohl - 52. Markus Fothen - 53. Markus Zberg - 54. Thomas Fothen - 55. Johannes Fröhlinger - 56. Ronny Scholz - 57. Robert Förster (A 7e) - 58. Matthias Russ (NP 7e)                                          |
| La Française des jeux | Euskaltel-Euskadi | Team Columbia |
| - 61. Jussi Veikkanen - 62. Guillaume Levarlet - 63. Christophe Mengin (A 7e) - 64. Yoann Le Boulanger (A 6e) - 65. Tom Stubbe (A 6e) - 66. Jérémy Roy (A 6e) - 67. Sébastien Chavanel (A 5e) - 68. Benoît Vaugrenard | - 71. Haimar Zubeldia - 72. Markel Irizar Aranburu - 73. Iñaki Isasi Flores - 74. Jorge Azanza - 75. Jon Bru Pascal - 76. Juan José Oroz Uglade - 77. Aitor Hernández - 78. Lander Aperribai                 | - 81. Linus Gerdemann - 82. Gerald Ciolek (HD 8e) - 83. Tony Martin - 84. Marcus Burghardt - 85. Thomas Lövkvist - 86. Bert Grabsch - 87. André Greipel - 88. Marcel Sieberg                                                 |
| Crédit agricole | AG2R La Mondiale | Liquigas |
| - 91. Thor Hushovd (NP 5e) - 92. László Bodrogi (A 8e) - 93. Pietro Caucchioli - 94. Alexandre Botcharov - 95. William Bonnet (A 7e) - 96. Rémi Pauriol - 97. Christophe Le Mével - 98. Mark Renshaw (A 7e)           | - 101. Cyril Dessel - 102. Alexandr Pliuschin - 103. Tanel Kangert - 104. Sylvain Calzati (A 2e) - 105. Stéphane Goubert - 106. Ludovic Turpin - 107. Philip Deignan                                         | - 111. Leonardo Bertagnolli (A 7e) - 112. Kjell Carlström - 113. Andrea Noè - 114. Charles Wegelius - 115. Vladimir Miholjević - 116. Matej Mugerli (NP 6e) - 117. Dario Cataldo (NP Prologue) - 118. Mauro Da Dalto (HD 8e) |
| Bouygues Telecom | Quick Step | Cofidis |
| - 121. Julien Belgy - 122. Giovanni Bernaudeau (A 5e) - 123. Evgeny Sokolov - 126. Perrig Quéméneur - 127. Johann Tschopp - 128. Thomas Voeckler                                                                      | - 131. Giovanni Visconti (HD 8e) - 132. Alexander Efimkin - 133. Hubert Schwab (A 6e) - 134. Thomas Vedel Kvist - 135. Kevin Seeldraeyers - 136. Leonardo Scarselli - 137. Addy Engels - 138. Matteo Carrara | - 141. Maxime Monfort - 142. Amaël Moinard - 143. Julien El Fares - 144. Mathieu Heijboer - 145. Nicolas Hartmann - 146. Stéphane Augé - 147. Sébastien Portal (A 5e)                                                        |
| Team Milram | Lampre | Scott-American Beef |
| - 151. Christian Knees - 152. Björn Schröder - 153. Brett Lancaster (A 1re) - 154. Martin Müller (A 5e) - 155. Peter Velits - 156. Ralf Grabsch - 157. Dominik Roels - 158. Markus Eichler                            | - 161. Sylwester Szmyd - 162. David Loosli (HD 8e) - 163. Roberto Longo - 164. Francesco Gavazzi (HD 8e) - 165. Mirco Lorenzetto (HD 8e) - 166. Marco Bandiera - 167. Simon Špilak                           | - 171. Rubens Bertogliati - 172. Raivis Belohvoščiks - 173. David Cañada - 174. Hector González Baeza - 175. Eros Capecchi - 176. David de la Fuente (HD 8e) - 177. José Ángel Gómez Marchante (HD 8e) - 178. Josep Jufré    |
| Skil-Shimano | Volksbank | |
| - 181. Maarten den Bakker (NP 5e) - 182. Floris Goesinnen - 183. Robert Wagner (A 5e) - 184. Fumiyuki Beppu - 185. Albert Timmer (NP 3e) - 186. Sebastian Siedler - 187. Thierry Hupond - 188. Yukihiro Doi           | - 191. Gerrit Glomser - 192. Andreas Dietziker - 193. Olaf Pollack (A 5e) - 194. René Weissinger - 195. André Korff - 196. Pascal Hungerbühler - 197. Daniel Musiol - 198. Philipp Ludescher                 | |